# Crime Story (serial telewizyjny)
Crime Story – amerykański serial telewizyjny, emitowany od 18 września 1986 r. do 10 maja 1988 r. przez telewizję NBC. W Polsce serial w całości wyemitowała TVP2 od 6 lipca 1990 r. do 10 maja 1991 r. W czołówce serialu wykorzystano słynny utwór Dela Shannona pt. Runaway.

## Fabuła
Akcja rozgrywa się w głównie w Chicago w latach sześćdziesiątych XX wieku i opowiada o grupie policjantów pod dowództwem porucznika Mike'a Torello, ścigających gangstera Raya Lucę. 

## Obsada
Lista ta jest niepełna.
- Dennis Farina – por. Michael „Mike” Torello (wszystkie 43 odcinki)[1]
- Anthony John Denison – Raymond Anthony „Ray” Luca (38)
- Bill Smitrovich – det. sierż. Danny Krychek (40)
- Steve Ryan – det. Nate Grossman (40)
- Billy Campbell – det. Joey Indelli (40)
- Paul Butler – det. Walter Clemmons (40)
- Stephen Lang – adw. David Abrams (39)
- John Santucci – Pauli Taglia (36)
- Joseph Wiseman – Manny Weisbord (18)
- Ted Levine – Frank Holman (19)
- Jay O. Sanders – Steve Kordo (12)
- Jon Polito – Phil Bartoli (15)
- Darlanne Fluegel – Julie Torello (12)
- Andrew Dice Clay – Max Goldman (17)
- Ron Dean – szeff Kramer (9)
- Johann Carlo – Cori Luca (10)
- Patricia Charbonneau – Inger Thorson (7)
- Pam Grier – Anne Terry (7)
- Mark Hutter – Ted Kehoe (6)
- Ray Sharkey – adw. Harry Breitel (8)
- Jack Angel – jako narrator (12)

W pomniejszych rolach i epizodach wystąpili m.in.: Michael Madsen (2 odcinki), Eric Bogosian (2), Gary Sinise (2), David Caruso (2), James Gammon (2), Ving Rhames (1), Lorraine Bracco (1), Christian Slater (1), Kevin Spacey (1), David Soul (1), Fred Savage (1), George Dzundza (1), Vincent Gallo (1), Armin Shimerman (1), Anthony Heald (1), William Hickey (1), Julia Roberts (1), Andrea Thompson (1), Stanley Tucci (1), Andreas Katsulas (1), Charlotte Lewis (1), Laura San Giacomo (1) i Billy Zane (1), a także muzycy Miles Davis, Debbie Harry, Paul Anka.